# 始兴车辆基地
始兴车辆基地（：／ Siheung Charyang Saeopso */?）是韩国铁道公社位于京畿道始兴市的一座地鐵車輛基地，在水仁线附近，南接乌耳岛站。这个车辆段主要用于首都圈电铁4号线的2030系和水仁线的351000系列车的修理维护和停放。另外也承担首都圈电铁1号线的1000系和311000系列车的综合大修工作。